# Simion Ismailciuc
Simion Ismailciuc (Chilia Veche, 13 luglio 1930 – Snagov, novembre 1986) è stato un canoista romeno.

## Palmarès

### Olimpiadi
- 1 medaglia:
  - 1 oro (Melbourne 1956 nel C2 1000 metri)

### Mondiali
- 2 medaglie:
  - 2 ori (Praga 1958 nel C2 1000 metri; Jajce 1963 nel C1 1000 metri)

### Europei
- 5 medaglie:
  - 3 ori (Gent 1957 nel C2 10000 metri; Duisburg 1959 nel C1 1000 metri; Jajce 1963 nel C1 1000 metri)
  - 2 argenti (Gent 1957 nel C2 1000 metri; Bucarest 1965 nel C2 10000 metri)